# Teatro Alhambra (Roma)
Il Teatro Alhambra era un teatro di Roma oggi scomparso.
Il Teatro Alhambra venne edificato nel 1880 sul lungotevere dei Mellini, su progetto di Eugenio Venier. Aveva una sala molto vasta, rettangolare, sormontata da due gallerie: all'occorrenza i posti di platea potevano essere tolti per trasformare il teatro in sala da ballo, occasione che occorse il 2 gennaio 1880, all'inaugurazione del teatro.
Il teatro fu particolarmente caro ai romani per il contenuto costo del biglietto d'ingresso, grazie al quale si poteva assistere invece che a spettacoli di infimo ordine a vere e proprie rappresentazioni di opere liriche, balli ed operette. Un incendio distrusse la struttura in legno nel 1902: al suo posto venne eretto Palazzo Blumenstihl, attuale sede dell'Istituto Polacco di Cultura.